# Vantuil da Trindade
Vantuil da Trindade (Brasil, 28 de agosto de 1942) es un exfutbolista brasileño naturalizado peruano. Jugaba de mediocampista y militó en diversos clubes de Brasil, Perú y Bélgica. Es plenamente recordado por jugar por dos de los equipos más grandes del Perú, Alianza Lima y Sporting Cristal, clubes con el cual fue campeón y elegido mejor jugador extranjero en el Campeonato Descentralizado 1969.

## Carrera
Después de haber jugado para el Flamengo en su país de origen (club donde se formó futbolísticamente). Vantuil se trasladó directamente a Perú, fue contratado por el Club Alianza Lima a pedido expreso del D.T. Jaime de Almeida, fue titular indiscutible con los blanquiazules y fue unos de las figuras junto a Pedro Pablo León y Víctor Zegarra, es uno de los primeros extranjeros que llegó al futbol peruano que marcó diferencia en el torneo, permaneció durante dos años y a mediados de 1964 le llega una oferta para ir a jugar a la Primera División de Bélgica, precisamente al Anderlecht, uno de los clubes más grandes de ese país. Fue titular sus dos primeras temporadas y después empezó a alternar en la tercera. Hasta que en la temporada 1967-68 decide unirse al RWD Molenbeek, en busca de continuidad.
En 1969 Vantuil decide regresar al Perú, en primera instancia quiso volver a vestir la blanquiazul pero en ese momento apareció el Sporting Cristal, con una mejor propuesta económica y aceptó. Previo al inicio del Campeonato Descentralizado 1969 contrajo matrimonio, a fines de ese año fue elegido por una revista de Deportes como el mejor jugador extranjero del año y decide colgar las botas el siguiente año. En su estadía en Perú, Vantuil ganó 3 campeonato nacionales, jugó un aproximado de 129 partidos. 
Desde hace algunos años regresó a su país natal, donde desea vivir sus últimos años.

## Clubes
| Club             | País    | Año         |
| ---------------- | ------- | ----------- |
| C.R. Flamengo    | Brasil  | 1959 - 1961 |
| Alianza Lima     | Perú    | 1962 - 1964 |
| Defensor Lima    | Perú    | 1965        |
| Anderlecht       | Bélgica | 1965 - 1967 |
| RWD Molenbeek    | Bélgica | 1967 - 1968 |
| Sporting Cristal | Perú    | 1969        |

## Palmarés

### Campeonatos nacionales
| Título           | Club         | País    | Año     |
| ---------------- | ------------ | ------- | ------- |
| Primera División | Alianza Lima | Perú    | 1962    |
| Primera División | Alianza Lima | Perú    | 1963    |
| Primera División | Anderlecht   | Bélgica | 1964-65 |
| Primera División | Anderlecht   | Bélgica | 1965-66 |
| Primera División | Anderlecht   | Bélgica | 1966-67 |